# Гафенку, Лильяна
Лильяна Гафенку (рум. Liliana Gafencu; род. 12 июля 1975, Сучава) — румынская гребчиха, трёхкратная олимпийская чемпионка и чемпион мира. Почётный гражданин Бухареста (2000). Заслуженный мастер спорта Румынии.

## Биография
На Олимпиадах в Атланте, Сиднее и Афинах вместе с легендарной Элисабет Липэ выигрывала золото в заплывах восьмерок без рулевых.
Окончила Университет имени Джордже Баковия в Бакэу.